# Tijgerpython
De tijgerpython (Python molurus) is een slang uit de familie pythons (Pythonidae). Deze slang is populair als huisdier door zijn bonte kleuren maar daarnaast ook door zijn relatief rustige karakter.

## Naam en indeling
De wetenschappelijke naam van de soort werd voor het eerst voorgesteld door Carl Linnaeus in 1758. Oorspronkelijk werd de wetenschappelijke naam Coluber Molurus gebruikt en later werd de soort aan het geslacht Boa toegekend. De tijgerpython werd lange tijd verdeeld in meerdere ondersoorten zoals Python molurus pimbura en Python molurus bivittatus. Deze eerste wordt niet langer erkend en de laatste wordt tegenwoordig gezien als een aparte soort; de donkere tijgerpython (Python bivittatus).
De soortaanduiding molurus is afgeleid van het Griekse woord 'molouros', dat verwijst naar een bepaalde slang.

## Uiterlijke kenmerken
De huid van deze niet-giftige slang is gekenmerkt door een patroon van in elkaar grijpende, donkerbruine vlekken op een grijze of lichtbruine ondergrond. De kleuren zijn vaak kastanjebruin met lichtere, donkeromzoomde vlekken die een nettekening vormen. Een ander kenmerk is de lichtere, pijlvormige tekening aan de zijkant van de kop van het oog naar de kaakhoek.  Aan de mondrand bevinden zich warmtezintuigen. De lichaamslengte bedraagt ongeveer vijf tot zeven meter. In het wild wordt de zeven meter echter zelden bereikt en in gevangenschap levende vrouwtjes worden zo'n 5 meter lang, de mannetjes blijven meestal aanzienlijk kleiner. Volgens sommige bronnen kan de slang een lengte tot tien meter bereiken maar dergelijke waarnemingen worden beschouwd als sterk overdreven.

## Levenswijze
Hun voedsel bestaat uit warmbloedige, gewervelde dieren zoals zoogdieren en vogels, die worden opgespoord met de warmtegevoelige organen aan de bek. Prooien worden door verwurging gedood en in een keer doorgeslikt. Bij bedreiging zal de slang sissen, uitvallen maken en kan hierbij ook bijten. In de zomer wordt een zomerslaap gehouden in drogere delen van de habitat.
Het legsel bestaat meestal uit achttien tot 55 eieren per keer, dat wordt gelegd in een boomholte of een kuil op de grond. Om de eieren te beschermen en op temperatuur te houden, wikkelen ze hun lichaam om het legsel heen. Door middel van ritmische spiersamentrekkingen produceren ze genoeg lichaamswarmte.

## Verspreiding en habitat
De tijgerpython komt voor in delen van Azië en leeft in de landen Pakistan, India, Nepal, Bhutan, Myanmar, Vietnam en Sri Lanka. Daarnaast is de slang geïntroduceerd in de Amerikaanse staat Florida. In Florida wordt sinds 2013 in de Everglades jacht gemaakt op de tijgerpython. Door verschillende redenen is er een populatie ontstaan aldaar welke een bedreiging vormt voor de inheemse dieren. Door het klimaat in een klein deel van de Everglades kan de exotische tijgerpython zich niet alleen handhaven maar zich hier ook voortplanten. Naast de reuzenslangen zijn er andere reptielen en vele andere dieren en planten die zich hier niet alleen gevestigd hebben maar ook concurreren met inheemse soorten.
In zijn natuurlijke areaal is de slang zeldzamer geworden door de jacht om zijn huid. Deze is vanwege de gladde schubben en egale kleuren geliefd en is veel geld waard. De slang is hierdoor in veel streken zeldzamer geworden.

## Trivia
Kaa, een grote en oude tijgerpython, wordt genoemd als een van Mowgli's mentoren in Het jungleboek van Rudyard Kipling uit 1894.